# Antonio de Pereda
Antonio de Pereda y Salgado, né le 20 mars 1611 à Valladolid et mort le 30 janvier 1678 à Madrid, est un peintre espagnol du siècle d'or.

## Biographie

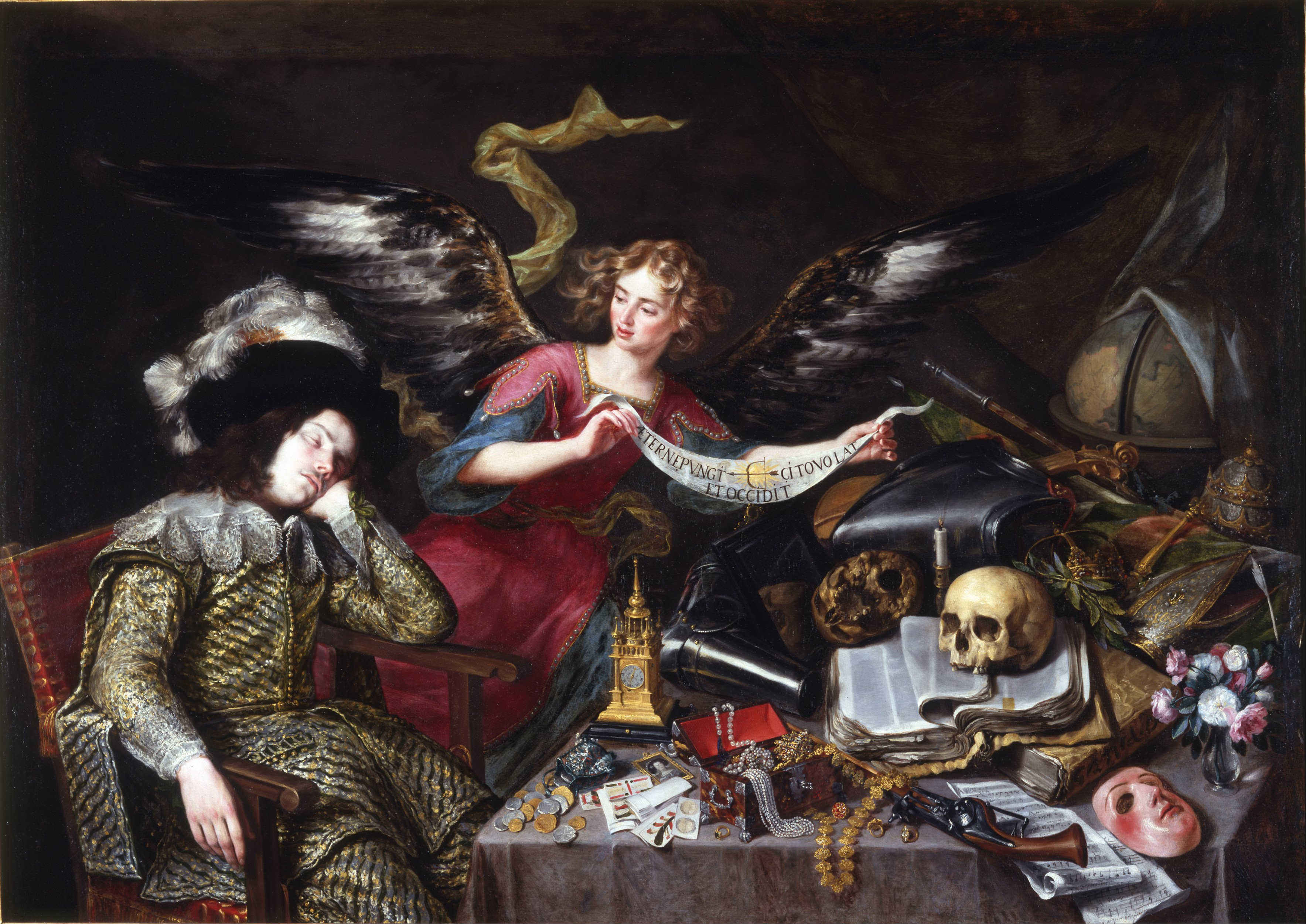
Vanitas (Vanité), Académie royale des beaux-arts de San Fernando, Madrid.

Fils d'un modeste peintre de Valladolid du même nom, il perd son père à l'âge de 11 ans en 1622. Il étudie dans l'atelier de Diego Valentin Diaz, avant de partir à Madrid avec sa mère vers 1627. Il y devient l'élève de Pedro de las Cuevas.
Précoce, il se fait remarquer par plusieurs commanditaires importants dont le juge du conseil royal Don Francisco de Tejada. Il est introduit à la cour de Philippe III et obtient la protection de l'italien Giovanni Battista Crescenzi, marquis de la Torre, arrivé en Espagne en 1617 et devenu surintendant des bâtiments royaux. Il reçoit une commande pour un tableau de la série des batailles du salon des royaumes au palais du Buen Retiro, Le Marquis de Santa Cruz secourant Gênes assiégée.
La disparition de son protecteur en 1637 l'écarte d'autres commandes royales. Il se consacre alors à la peinture religieuse pour des chapelles privées et à la peinture de natures mortes et notamment de vanités.
Il décède le 30 janvier 1678 dans la ville de Madrid, à l'âge de 66 ans.

## Œuvres

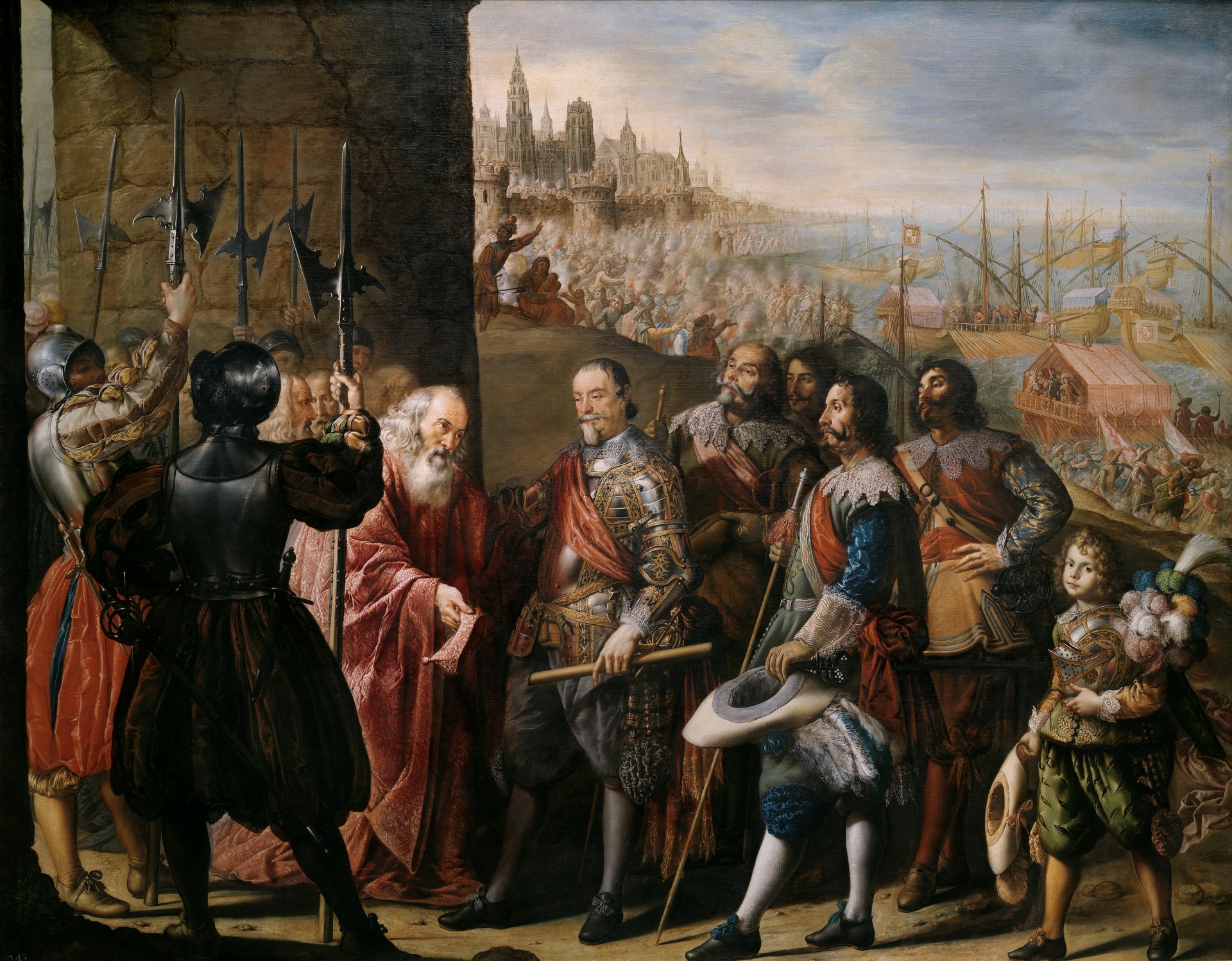
Le Marquis de Santa Cruz secourant Gênes assiégée, Musée du Prado, 1634

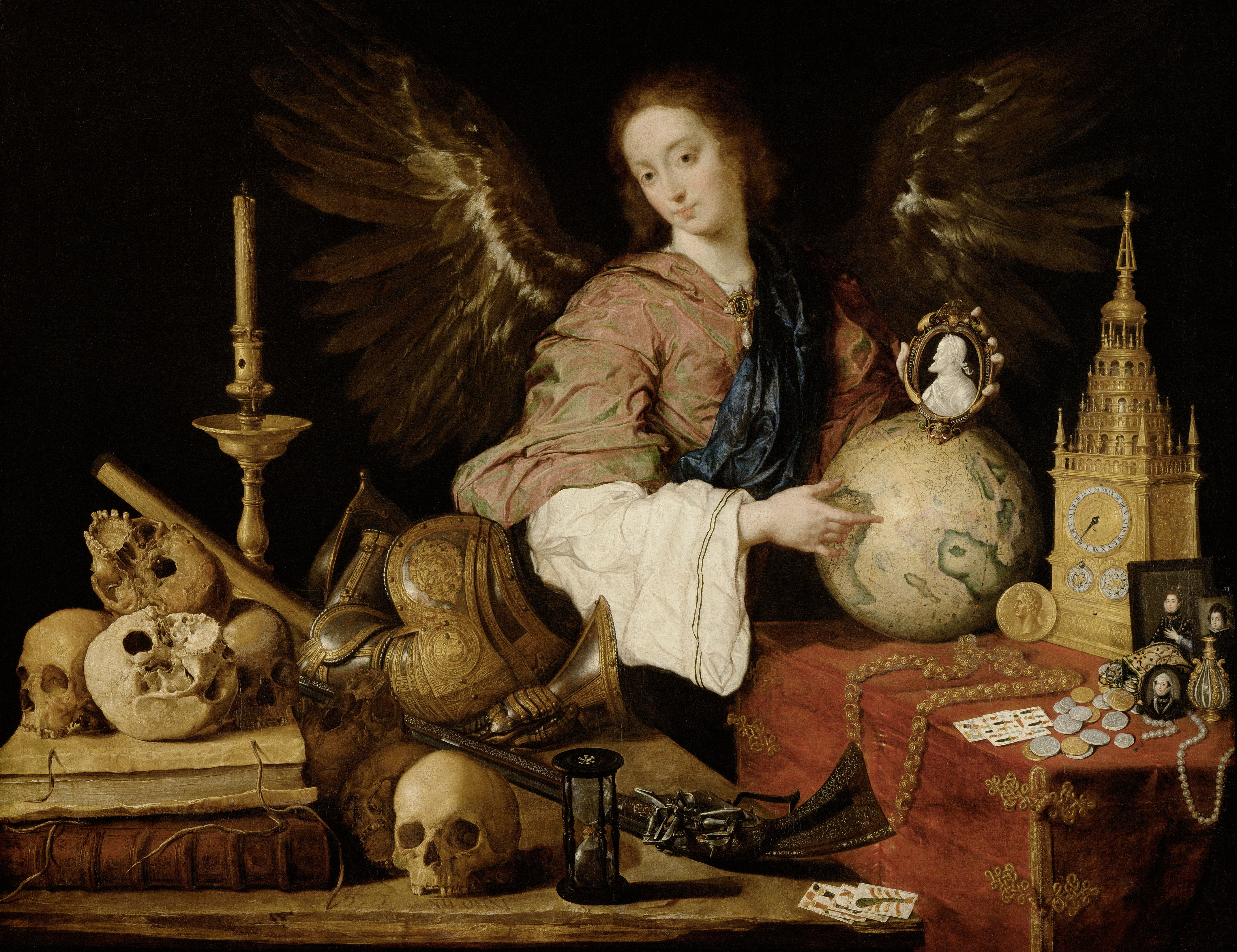
Allégorie de la Vanité, Kunsthistorisches Museum, 1634

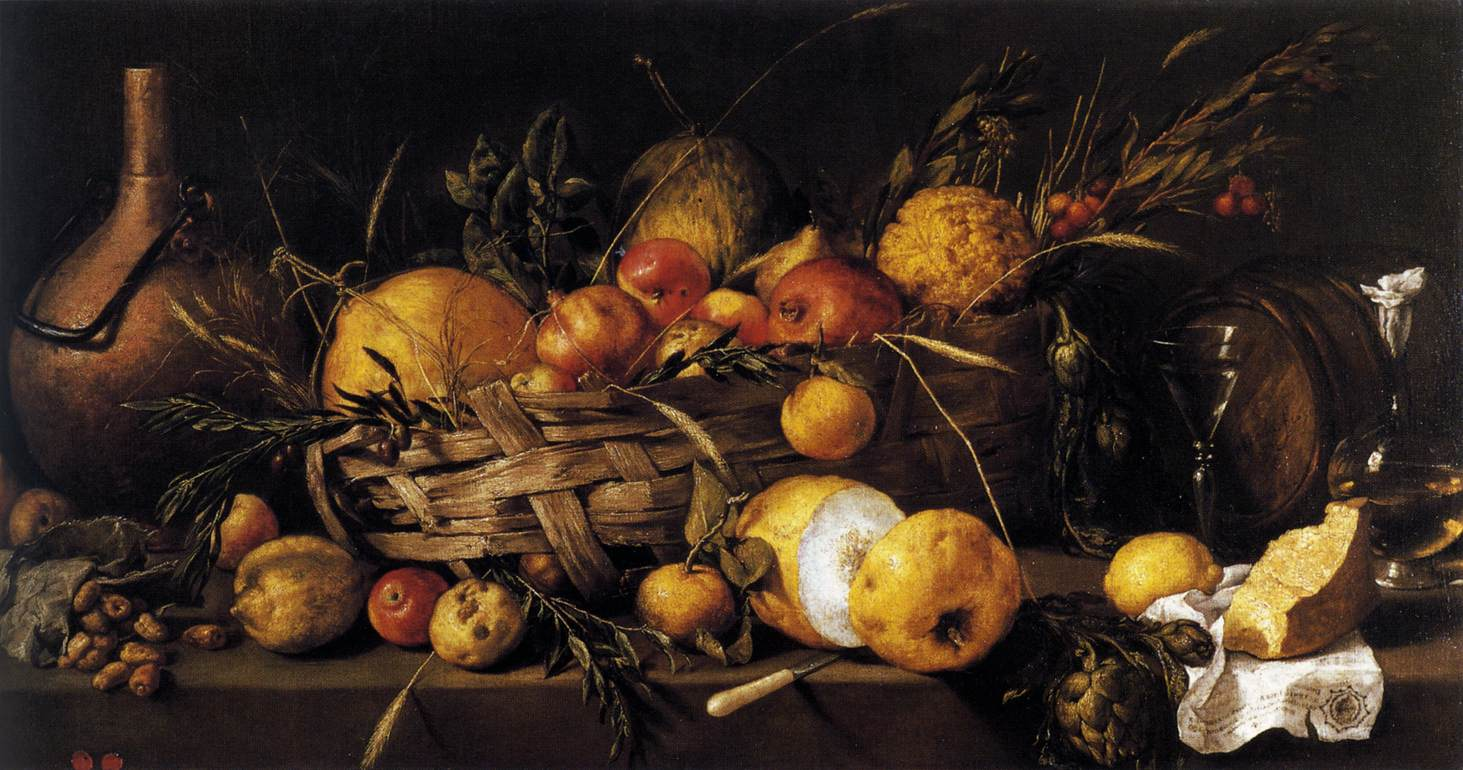
Nature morte

- 1634 : Le Marquis de Santa Cruz secourant Gênes assiégée, Musée du Prado
- 1634 : Allégorie de la Vanité, Kunsthistorisches Museum, Vienne[2]
- 1634 : L'Immaculée conception, huile sur toile, 225 × 146 cm, musée des beaux-arts de Lyon[3]
- 1636 : L'Immaculée conception, musée du Prado
- 1637 : L'Annonciation, musée du Prado
- vers 1640 : Le Songe du chevalier, 152 × 217 cm, Académie San Fernando, Madrid[4]
- 1640-1650 : Mise au tombeau, musée de l'Ermitage, Saint-Pétersbourg[5]
- 1641 : Christ, homme de douleurs, musée du Prado
- 1643 : Saint Jérôme, musée du Prado
- 1643 : Saint Pierre libéré par les anges, musée du Prado
- 1646 : L'Ange gardien, musée de l'Ermitage[6]
- 1652 : Tobias redonnant la vue à son père, Bowes Museum, Durham[7]
- 1652 : Nature morte au coffre d'ivoire, huile sur toile, 80 × 94 cm, musée de l'Ermitage, Saint-Petersbourg[8]
- vers 1659 : Le Sacrifice d'Isaac, Dallas Museum of Art[9]
- 1664 : Saint François d'Assise à la Portioncule, musée du Prado
- 1668 : Allégorie de la Vanité, huile sur toile, 163 × 205 cm, Musée des Offices, Florence
- s.d. : Cantique de Saint Siméon, musée Condé, Chantilly[10]
- s.d. : Déposition de croix, musée des beaux-arts de Marseille[11]
- s.d. : Sainte, à la croix et aux roses, huile sur toile, 89 x 72 cm, Gray (Haute-Saône), musée Baron-Martin
- s.d. : Christ en croix, musée des beaux-arts de Valence (Espagne)[12]
- s.d. : L'Immaculée conception, musée national d'art de Roumanie, Bucarest[13]